# Wilson (North Carolina)
Wilson ist eine City in und Verwaltungssitz von Wilson County im Bundesstaat North Carolina in den Vereinigten Staaten von Amerika. Das U.S. Census Bureau ermittelte bei der Volkszählung 2020 eine Einwohnerzahl von 47.851.
Wilson verfügt über eine Amtrak-Station und ein öffentliches Personennahverkehrssystem. Wilson ist Standort des privaten Barton College, einer der Christian Church (Disciples of Christ) nahestehenden Bildungseinrichtung. 

## Geographie
Die Stadt umfasst ein Gebiet von 60,7 Quadratkilometern, 0,4 Quadratkilometer, beziehungsweise 0,64 % davon sind Wasserflächen.

## Demographie
Nach der Volkszählung im Jahr 2000 lebten hier 44.405 Menschen in 17.296 Haushalten und 11.328 Familien. Die Bevölkerungsdichte beträgt 736,1 Einwohner pro km². Ethnisch betrachtet setzt sich die Bevölkerung zusammen aus 46,67,87 % weißer Bevölkerung, 47,53 % Afroamerikanern, 0,31 % amerikanischen Ureinwohnern, 0,58 % Asiaten, 0,02 % Bewohnern aus dem pazifischen Inselraum und 3,89 % aus anderen ethnischen Gruppen. Etwa 1,01 % stammen von zwei oder mehr Ethnien ab und 7,29 % der Bevölkerung sind Hispanos oder Latinos.
Von den 17,296 Haushalten hatten 31,6 % Kinder unter 18 Jahren, die bei ihnen lebten, 42 % davon waren verheiratete, zusammenlebende Paare, 19,3 % waren allein erziehende Mütter und 34,5 % waren keine Familien. 29,4 % bestanden aus Singlehaushalten und in 10,9 % lebten Menschen mit 65 Jahren oder älter. Die Durchschnittshaushaltsgröße betrug 2,47 und die durchschnittliche Familiengröße war 3,06 Personen.
26 % der Bevölkerung waren unter 18 Jahre alt. 9,8 % zwischen 18 und 24 Jahre, 28,9 % zwischen 25 und 44 Jahre, 21,8 % zwischen 45 und 64, und 13,5 % waren 65 Jahre alt oder älter. Das Durchschnittsalter betrug 35 Jahre. Auf 100 weibliche Personen kamen 88 männliche Personen. Auf 100 Frauen im Alter von 18 Jahren oder darüber kamen 83,1 Männer.
Das jährliche Durchschnittseinkommen eines Haushalts betrug $31.169 und das jährliche Durchschnittseinkommen einer Familie betrug $41.041. Männer hatten ein durchschnittliches Einkommen von $30.682 gegenüber den Frauen mit $22.363. Das Prokopfeinkommen betrug $17.813. 21,6 % der Bevölkerung und 16,5 % der Familien lebten unterhalb der Armutsgrenze. 29,5 % von ihnen sind Kinder und Jugendliche unter 18 Jahre und 20,4 % sind 65 Jahre oder älter.

## Söhne und Töchter der Stadt
- Robert Digges Wimberly Connor (1878–1950), Historiker und der erste Archivar der Vereinigten Staaten
- Donovan Stewart Correll (1908–1983), Botaniker
- Billy Kaye (1932–2022), Jazzmusiker
- J. Sheryl Exum (* 1946), US-amerikanisch-britische Bibelwissenschaftlerin und emeritierte Hochschullehrerin
- G. K. Butterfield (* 1947), Jurist und Politiker (Demokratische Partei)
- Julius Peppers (* 1980), American-Football-Spieler
- B. J. Britt (* 1982), Schauspieler
- Rapsody (* 1983), Rapperin
- Martha Hunt (* 1989), Model